# اليعاقيب (لودر)

تعديل مصدري - تعديل

اليعاقيب هي إحدى قرى عزلة زارة بمديرية لودر التابعة لمحافظة أبين، بلغ تعداد سكانها 19 نسمة حسب تعداد اليمن لعام 2004.